# 대사공학

대사 과정을 설계하는 일부 단계

대사공학(代謝工學, 영어: metabolic engineering)은 세포의 특정 물질의 생산을 증가시키기 위해 세포 내의 유전적 및 조절 과정을 최적화하는 것이다. 이러한 과정은 세포가 원료 물질을 세포의 생존에 필요한 분자로 전환할 수 있도록 하는 일련의 생화학적 반응과 효소를 사용하는 화학적 네트워크이다. 대사공학은 특히 이러한 네트워크를 수학적으로 모델링하고, 유용한 생성물의 생산량을 계산하고, 이러한 생성물의 생산을 제한하는 네트워크의 특정 부분을 찾아낸다. 그런 다음 이러한 제약을 완화하기 위해 유전공학 기술을 사용하여 네트워크를 수정할 수 있다. 다시 한번 이 수정된 네트워크를 모델링하여 새로운 생성물의 수율을 계산할 수 있다.

## 같이 보기
- 형질전환
- 생물반응기
- 유전공학
- 합성생물학적 회로
- 합성생물학